# Geografia della Bosnia ed Erzegovina

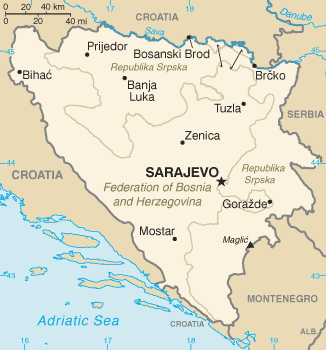

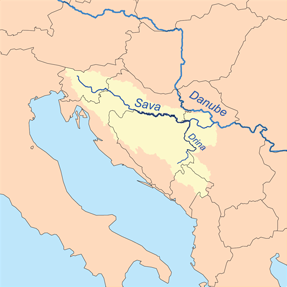
Il sistema fluviale Drina-Sava-Danubio.

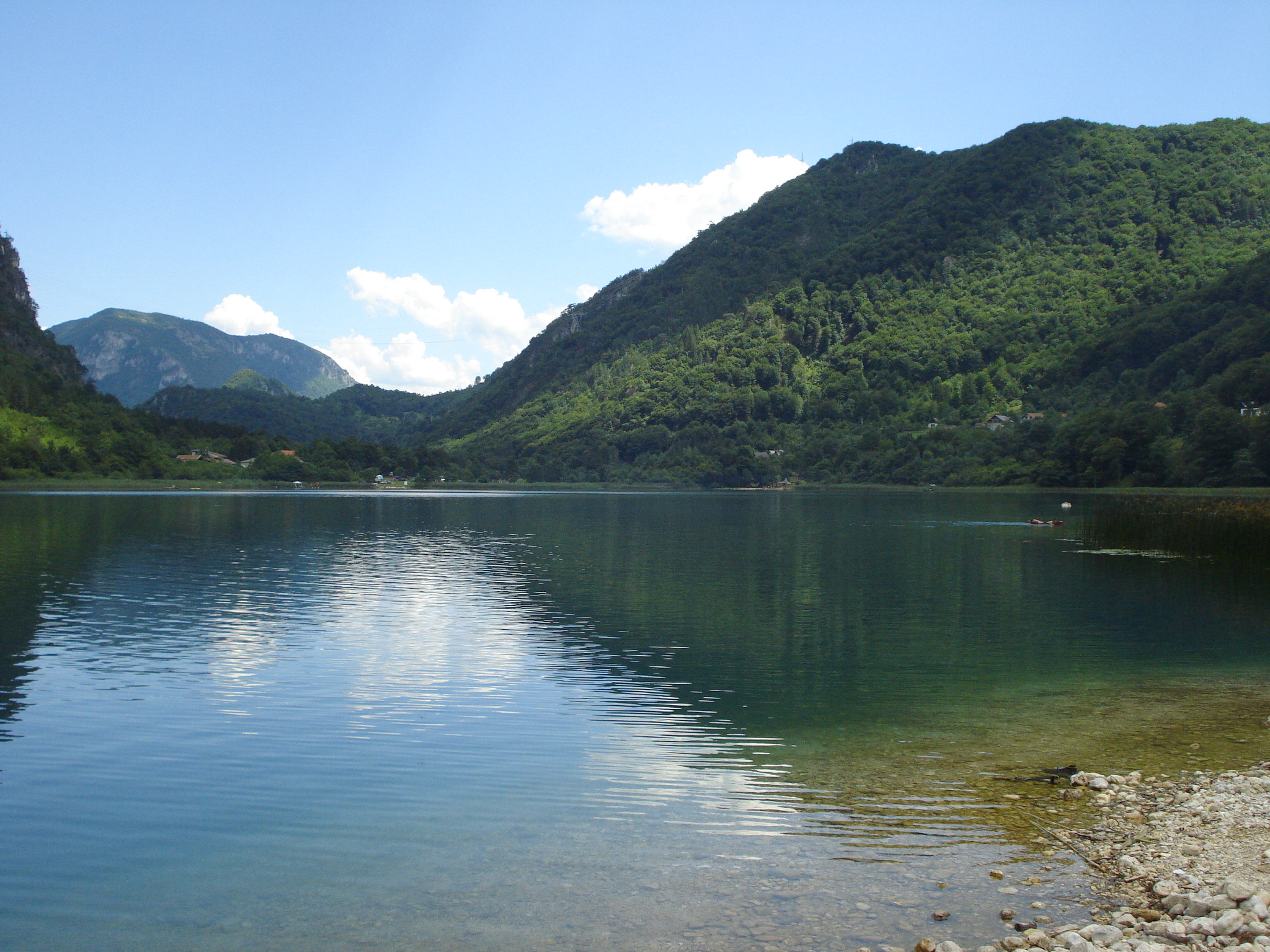
Il lago Boračko.

La Bosnia ed Erzegovina, che si estende nel settore sud-orientale dell'Europa, è suddivisa in due regioni principali, la Bosnia, più estesa, a settentrione, e l'Erzegovina, a meridione.
La caratteristica fondamentale del territorio è la sua estrema montuosità. Dal punto di vista geografico, il territorio della Bosnia ed Erzegovina è nettamente separato da quello della Dalmazia, della Croazia, della Slovenia e della Serbia, assai meno da quello del Montenegro. Infatti, i rilievi che ricoprono quasi l'intera superficie della Bosnia ed Erzegovina si prolungano verso sud-est, al di là del confine montenegrino, senza soluzione di continuità. A occidente, invece, le Alpi Dinariche rappresentano il confine naturale con la regione dalmata, affacciata sull'Adriatico; procedendo verso settentrione e verso oriente, il territorio bosniaco digrada lentamente e irregolarmente fino ai corsi dei fiumi Una, Sava e Drina, che definiscono i confini politici con la Croazia e con la Serbia. L'Erzegovina è invece caratterizzata da quote decrescenti da nord a sud, e corrisponde ai bacini idrografici della Narenta e della Trebisnijca. A oriente della sommità delle Alpi Dinariche, delimitanti il ripido versante adriatico della Dalmazia, il paesaggio e le condizioni climatiche cambiano radicalmente. Il clima diviene continentale e la morfologia tormentata degli altopiani carsici e delle cime rivestite di selve e incise da valli strette e profonde condiziona severamente le attività umane. I rilievi sono più elevati nei settori centrale (Plocno, 2228 m; Vranica, 2107 m; Vlašić, 1943 m) e meridionale, ai confini con il Montenegro (Maglić, 2386 m), e si montengono a quote elevate, prossime a 2000 m, lungo le Alpi Dinariche. Ma la caratteristica peculiare della Bosnia ed Erzegovina non risiede nell'altitudine dei singoli rilievi, ma nella loro estrema asprezza e nella loro grande estensione areale. A causa della diffusa montuosità, la maggior parte della superficie del Paese supera i 500 m di quota e solo l'estremo settore settentrionale, corrispondente al tratto inferiore del versante destro del fiume Sava, si mantiene a quote che non superano i 200 m.

## La storia geologica
Dal punto di vista geologico, si può distinguere a grandi linee un settore sud-occidentale, costituito in prevalenza da calcari mesozoici, dove le catene montuose raggiungono le massime elevazioni e il paesaggio appare più aspro, da un settore nord-orientale, nel quale le rocce mesozoiche sono ricoperte di sedimenti cenozoici e quaternari, le altitudini si vanno lentamente abbassando verso il corso della Sava, le forme del rilievo si addolciscono e le valli fluviali divengono più svasate. Oltre alla varietà delle caratteristiche geologiche e all'azione erosiva dei corsi d'acqua, complicano e caratterizzano diffusamente la morfologia della regione i fenomeni carsici, legati all'azione solvente delle acque nei confronti delle rocce calcaree. I calcari fessurati, che costituiscono la roccia affiorante più diffusa, specialmente nel Mezzogiorno del Paese, non hanno permesso ai fiumi di allargare le loro valli; questi ultimi scorrono perlopiù incassati, formando profonde forre e gole carsiche, e sovente penetrano all'interno dei rilievi calcarei percorrendo poi lunghi tratti sotterranei. Verso nord, dove la morfologia è addolcita per la presenza di affioramenti di rocce meno permeabili e meno litoidi dei calcari, la morfogenesi fluviale ha modellato e ampliato numerose valli percorse dagli affluenti della Sava, riducendo le pendenze dei rilievi e creando vie di comunicazione naturali. Ma le foreste fitte e diffuse e il restringersi delle valli - anche di quelle principali - mano a mano che si procede verso l'interno, conservano alla regione il suo carattere impervio, anche in quella parte del territorio a energia del rilievo meno elevata.

## L'idrografia
Il sistema di drenaggio superficiale della Bosnia ed Erzegovina è perlopiù connesso a quello danubiano. Gran parte del confine settentrionale del Paese coincide con il percorso del fiume Sava, affluente del Danubio. La Sava proviene dal territorio croato e dopo la confluenza con il fiume Una, che drena l'estrema zona nord-occidentale della Bosnia ed Erzegovina, si dirige da ovest a est, attraversando la fertile pianura alluvionale della Posavina. Nel punto triconfinale croato-serbo-bosniaco, la Sava riceve in destra idrografica le acque del fiume Drina, che si origina dai rilievi più elevati del Montenegro e si riversa verso nord, con percorso tortuoso e con brusche deviazioni, definendo, dopo aver aggirato i rilievi degli Javor fino all'immissione nella Sava, il confine politico serbo-bosniaco.
La regione bosniaca è caratterizzata dalla presenza di numerosi corsi d'acqua che drenano i rilievi dell'area centro-meridionale del Paese e scorrono verso nord, fino a confluire nel fiume Una e nel fiume Sava. Tra questi, i più importanti sono - procedendo da ovest verso est - il fiume Sana, il fiume Vrbas, che attraversa Banja Luka, e soprattutto il fiume Bosna, dal nome del quale trae origine quello di tutta la regione. Il bacino idrografico del fiume Bosna è molto esteso e corrisponde alla parte centrale del Paese. Il corso d'acqua nasce dai rilievi che circondano la capitale Sarajevo e scorre al piede dei versanti orientali dei monti Vranica e Vlašić, attraversa Zenica, e ricevute in destra le acque dei collettori provenienti dai monti Javor e Majevica raggiunge la Posavina, alimentando infine la Sava.
La parte centro-occidentale della Bosnia ed Erzegovina, dove si ergono i rilievi dinarici, presenta un drenaggio superficiale poco sviluppato e discontinuo, a causa della energica azione solvente delle rocce calcaree da parte dell'acqua, che provoca una notevole diffusione dei fenomeni carsici e favorisce l'infiltrazione dell'acqua piovana e lo scorrimento delle acque sotterranee. Frequenti sono, perciò, i bacini endoreici e i polje, depressioni pianeggianti di genesi carsica, che in quest'area raggiungono grandi dimensioni e sono allungate in direzione nord-ovest sud-est, analogamente alla catena dinarica. La parte meridionale del Paese, corrispondente al territorio dell'Erzegovina, alimenta le acque di collettori che sfociano nel mare Adriatico. Il bacino idrografico più esteso è quello del fiume Narenta, che nasce dal versante settentrionale dei rilievi più elevati della Bosnia ed Erzegovina (Maglić), e dopo un percorso di circa 80 km da sud-est a nord-ovest, condizionato da linee tettoniche, ruota in senso antiorario, in prossimità delle elevazioni dei Procno, fino ad assumere un andamento meridiano. Esso scorre verso sud, attraversa Mostar e forma, poco prima di sfociare nel mare Adriatico, una piccola piana alluvionale, per buona parte situata in territorio croato. Poco più a sud della foce del fiume Narenta si trova l'unico lembo costiero della Bosnia.

## Le condizioni climatiche
Benché piuttosto vicina alla costa adriatica, la Bosnia ed Erzegovina è caratterizzata da condizioni climatiche tipiche dell'Europa centro-meridionale, a causa della notevole altitudine media, dell'esposizione generalmente settentrionale, che non ostacola il flusso dei venti freddi continentali, e della presenza della catena dinarica a ovest e dei rilievi del Montenegro a sud, che impediscono, invece, l'afflusso e le benefiche influenze delle masse d'aria di origine atlantica e mediterranea. Gli inverni sono quindi piuttosto rigidi e lunghi, le estati relativamente brevi ma abbastanza calde. A Sarajevo, situata al centro del Paese, la temperatura media invernale si mantiene inferiore agli = °C, e per la metà dell'anno le temperature medie mensili non raggiungono i 10 °C. Anche le temperature medie dei mesi più caldi si mantengono notevolmente al di sotto delle località adriatiche più vicine, non raggiungendo i 20 °C neppure a luglio o ad agosto. Le precipitazioni, che a Sarajevo sono intorno a 900 mm annui, sono ben distribuite nel corso dell'anno, con massimi relativi nel semestre più temperato. Comunque, le forti differenze di altitudine del Paese, la presenza di depressioni chiuse e di versanti a diversa esposizione determinano differenze climatiche notevoli tra un luogo e l'altro: le aree poste a quote più elevate sono interessate da inverni rigidissimi e copiose precipitazioni (fino a 2500 mm annui), mentre nella parte meridionale dell'Erzegovina la vicinanza delle acque del mare Adriatico mitiga le temperature e permette lo sviluppo di una flora mediterranea.
La morfologia aspra e la scarsa estensione dei suoli nel Mezzogiorno del Paese, unite ai rigori del clima invernale, confinano le attività umane nelle depressioni di origine carsica (doline, uvala e polje), laddove si sia formata la fertile terra rossa in conseguenza dell'erosione chimica delle rocce calcaree, e sui conoidi di deiezione più favorevolmente esposti. Ma è soprattutto la foresta che caratterizza il paesaggio botanico della Bosnia ed Erzegovina, il cui territorio nazionale risulta ricoperto da boschi per il 39% dell'estensione.